# Eindvonnis
Het eindvonnis is de laatste beslissing van een rechter in een gerechtelijke procedure.
In een procedure kan een rechter in diverse stadia een vonnis uitspreken. Zolang de procedure nog niet is beëindigd is dat een tussenvonnis. Aan het einde van de procedure zal de rechter het eindvonnis uitspreken. Soms bevat het eindvonnis een veroordeling tot een prestatie. Dit kan onder andere het betalen van een geldsom of het ontruimen van een pand zijn, maar ook bijvoorbeeld een verbod om een bepaald product op de markt te brengen. Met het eindvonnis kan echter ook de vordering van de eiser worden afgewezen. In beide gevallen zal de rechter in het eindvonnis tevens die partij, die overwegend in het ongelijk is gesteld, veroordelen in de proceskosten.
Met het uitspreken van het eindvonnis komt de procedure tot een einde. Wanneer een van de partijen, of beide partijen, het niet eens zijn met de uitspraak, kunnen zij in hoger beroep gaan. Dat kan in uitzonderingsgevallen ook van een tussenvonnis. Als het vonnis door een gerechtshof wordt uitgesproken, heet het een arrest. In dat geval kan de in het ongelijk gestelde partij bij de Hoge Raad beroep in cassatie instellen.